# Liste de films tournés dans le département de l'Essonne
Un certain nombre d'œuvres cinématographiques et télévisuelles ont été tournées sur le territoire de l'actuel département de l'Essonne.
Voici une liste non exhaustive de films, téléfilms, feuilletons télévisés et films documentaires tournés dans le département de l'Essonne, classés par commune, lieu de tournage et date de diffusion.

## A
- Haut – A
- B
- C
- D
- E
- F
- G
- H
- I
- J
- K
- L
- M
- N
- O
- P
- Q
- R
- S
- T
- U
- V
- W
- X
- Y
- Z

- Angerville

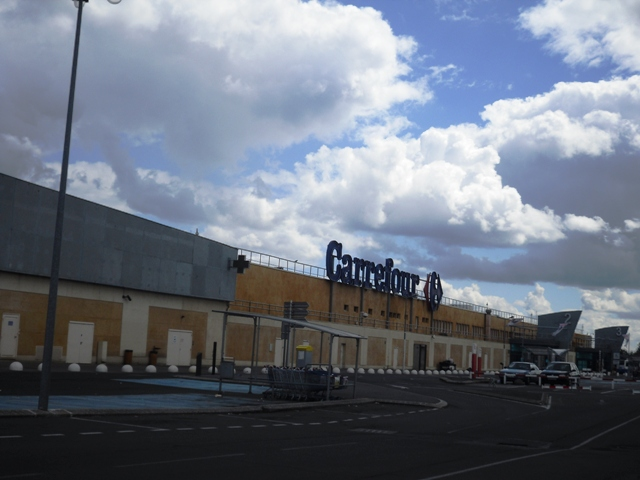
Le centre commercial Carrefour d'Athis-Mons apparaît dans une scène des films Le Cousin et Truands.

  - 2002 : Deux Ans après de Agnès Varda

- Arpajon
  - 1961 : Le Président d'Henri Verneuil[1].
  - 1962 : La Vie à la française.
  - 1966 : Paris brûle-t-il ? de René Clément[2],.
  - 2002 : Trois Zéros de Fabien Onteniente[3].
  - 2004 : Les Onze Commandements de François Desagnat.

- Athis-Mons
  - 1936 : Le Mioche de Léonide Moguy[4], scènes tournées à la gare et au château d'Athis, actuellement groupe scolaire Saint-Charles d'Athis-Mons.
  - 1973 : Le Grand Bazar de Claude Zidi scènes sur le parking et dans l'ancien magasin Euromarché.
  - 1997 : Le Cousin d'Alain Corneau[5].
  - 2003 : Rire et Châtiment d'Isabelle Doval[5] dans la piscine de l'ancien centre sportif Paul Demange.
  - 2004 : Podium de Yann Moix[5].
  - 2006 : Président de Lionel Delplanque, scène de descente de l'avion tournée au Musée Delta.
  - 2007 : Truands de Frédéric Schoendoerffer[6],[5], scène de fusillade sur le parking du centre commercial Carrefour.
  - 2018 : Roulez jeunesse de Julien Guetta[7], dans et devant une maison située rue de la Prévoyance.
  - 2018 : Nicky Larson et le parfum de Cupidon de Philippe Lacheau[8], scène dans la casse automobile Allo Casse Auto.
- Avrainville
  - 1984 : Fort Saganne d'Alain Corneau.

## B
- Haut – A
- B
- C
- D
- E
- F
- G
- H
- I
- J
- K
- L
- M
- N
- O
- P
- Q
- R
- S
- T
- U
- V
- W
- X
- Y
- Z

- Ballainvilliers
  - 2002 : Quelqu'un de bien de Patrick Timsit[9].

- Ballancourt-sur-Essonne
  - 1973 : Joseph Balsamo d'André Hunebelle.
  - 1973 : Chacal de Fred Zinnemann[10].
  - 1975 : Le Sauvage de Jean-Paul Rappeneau[10].
  - 1976 : Le Chasseur de chez Maxim's de Claude Vital[10].
  - 1981 : Nana mini-série de Maurice Cazeneuve[10].
  - 1981 : Le Serin du major d'Alain Boudet[10].
  - 1982 : Malesherbes, avocat du Roi d'Yves-André Hubert[10].
  - 1982 : Mille milliards de dollars d'Henri Verneuil[10].
  - 1984 : Le Sang des autres de Claude Chabrol[10].
  - 1988 : La Lectrice de Michel Deville[10].
  - 1988 : Les Liaisons dangereuses de Stephen Frears[10],[11],[12].
  - 1988 : Cinéma téléfilm de Philippe Lefebvre[10].
  - 1988 : Mon dernier rêve sera pour vous téléfilm de Robert Mazoyer[10].
  - 1988 : Une affaire de femmes de Claude Chabrol[10].
  - 1989 : Condorcet mini-série de Michel Soutter[10],[13].
  - 1989 : La Révolution française de Robert Enrico et Richard T. Heffron[10].
  - 1990 : 3615 code Père Noël de René Manzor[10].
  - 1993 : La Fortune de Gaspard téléfilm de Gérard Blain[10].
  - 1993 : L'Instinct de l'ange de Richard Dembo[10].
  - 1995 : Rimbaud Verlaine d'Agnieszka Holland[10].
  - 1997 : Le Rouge et le Noir téléfilm de Jean-Daniel Verhaeghe[10].
  - 1998 : Le Comte de Monte-Cristo mini-série de Josée Dayan[10].
  - 1999 : Balzac de Josée Dayan[10],[14],[12].
  - 1999 : Les Enfants du siècle de Diane Kurys[10].
  - 2001 : Thérèse et Léon téléfilm de Claude Goretta[10].
  - 2001 : L'Île bleue téléfilm de Nadine Trintignant[10].
  - 2002 : Napoléon mini-série d'Yves Simoneau[10].
  - 2003 : Gauguin de Mario Andreacchio[10].
  - 2004 : Une vie téléfilm d'Élisabeth Rappeneau[10].
  - 2005 : Les Âmes grises d'Yves Angelo[10].
  - 2007 : Trois contes merveilleux téléfilm d'Hélène Guétary[10].
  - 2008 : Chez Maupassant série télévisée Saison 2 Épisode 8 "Au bord du lit" de Jean-Daniel Verhaeghe[10].
  - 2016 : Frantz de François Ozon[10].
  - 2017 : Monsieur et Madame Adelman de Nicolas Bedos[10].
  - 2018 : L'Empereur de Paris de Jean-François Richet[10].
  - 2019 : Le Bazar de la Charité d'Alexandre Laurent[15].
  - 2020 : Illusions perdues de Xavier Giannoli[10].

- Bièvres
  - 1958 : Drôles de phénomènes de Robert Vernay[16].
  - 2008 : Go Fast d'Olivier Van Hoofstadt[17].
  - 2012 : Dix Jours en or de Nicolas Brossette

- Boissy-le-Cutté
  - 2019 : Mon bébé de Lisa Azuelos[17].

- Boissy-sous-Saint-Yon
  - 1974 : En grandes pompes d'André Teisseire[18].

- Bondoufle
  - 2010 : Simon Werner a disparu... de Fabrice Gobert[19].

- Boullay-les-Troux
  - 1972 : Le Charme discret de la bourgeoisie de Luis Buñuel

- Boussy-Saint-Antoine
  - 1991 : J'embrasse pas d'André Téchiné[20].

- Bouville

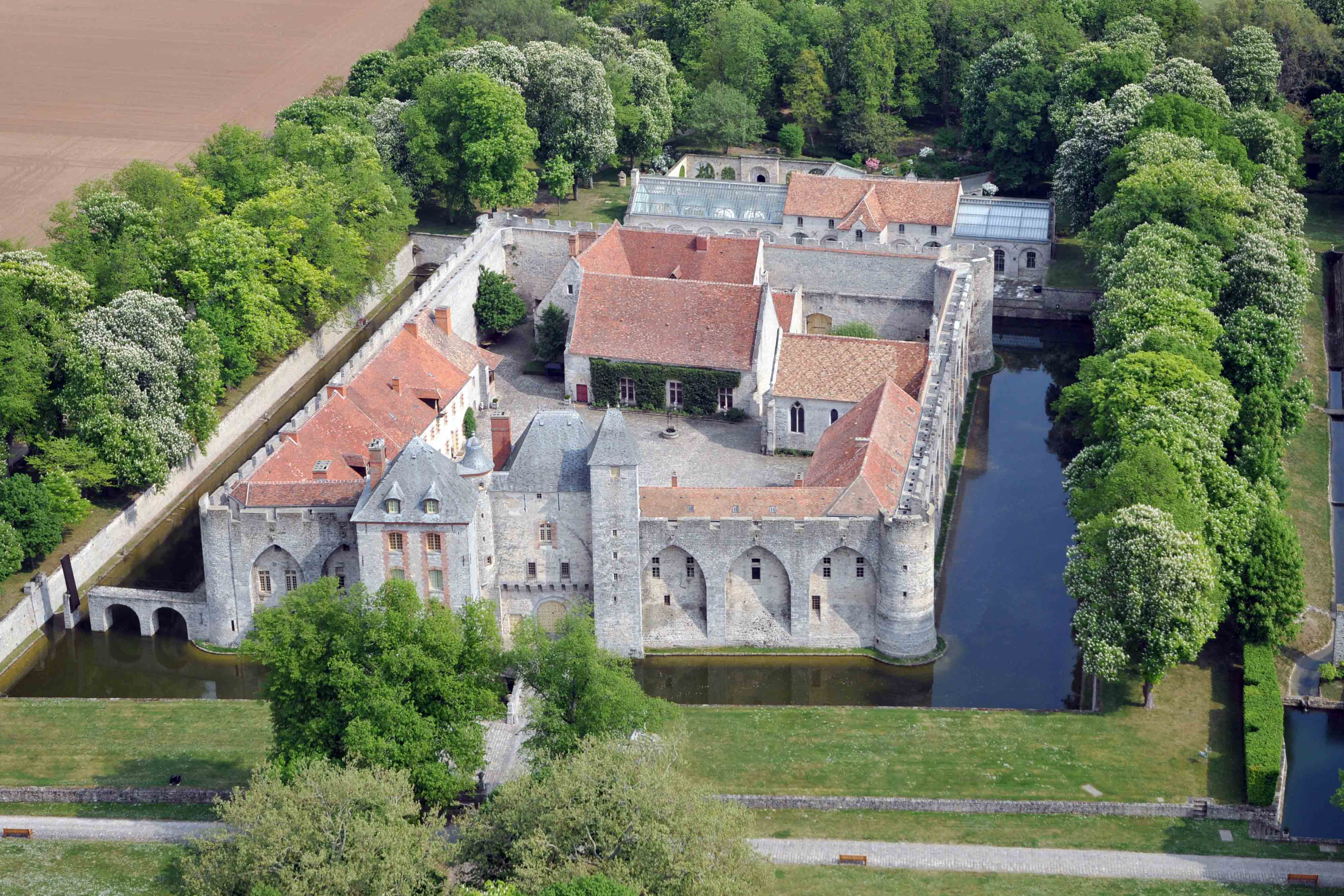
Château de Farcheville à Bouville

  - 1999 : Trafic d'influence de Dominique Farrugia.
  - 2007 : Le Candidat de Niels Arestrup[21].
  - 2023 : Les Trois Mousquetaires : D'Artagnan de  Martin Bourboulon
  - 2023 : Les Trois Mousquetaires : Milady de  Martin Bourboulon (Château de Farcheville)

- Brétigny-sur-Orge
  - 2014 : Dans la cour de Pierre Salvadori[17]
  - 2018 : L'Empereur de Paris de Jean-François Richet Sur l'ancienne Base aérienne 217 Brétigny-sur-Orge[22].

- Breuillet
  - 2007 : J'attends quelqu'un de Jérôme Bonnell[23],[24].
  - 2012 : Dix Jours en or de Nicolas Brossette[25]

- Brunoy
  - 1975 : La Cage de Pierre Granier-Deferre.
  - 2003 : Lucy en miroir de Raphaël Bassan[26].
  - 2007 : Intrusions d’Emmanuel Bourdieu[27]
  - 2010 : Contes et nouvelles du XIXe siècle téléfilm Le Mariage de Chiffon de Jean-Daniel Verhaeghe tournage à la Brégalière[28]

## C
- Haut – A
- B
- C
- D
- E
- F
- G
- H
- I
- J
- K
- L
- M
- N
- O
- P
- Q
- R
- S
- T
- U
- V
- W
- X
- Y
- Z

- Cerny
  - 1972 : L'aventure c'est l'aventure de Claude Lelouch.
  - 1973 : Mais où est donc passée la septième compagnie ? de Robert Lamoureux[29],[30].
  - 1982 : L'As des as de Gérard Oury[30].
  - 2005 : La Légende vraie de la tour Eiffel de Simon Brook[31].
  - 2012 : Toussaint Louverture téléfilm de Philippe Niang[32].

- Champlan
  - 1967 : Les Aventuriers de Robert Enrico[33].

- Chatignonville
  - 2002 : Les Glaneurs et la Glaneuse, Deux ans après de Agnès Varda

- Chilly-Mazarin
  - 1993 : Profil bas de Claude Zidi[34].

- Congerville-Thionville
  - 2002 : Les Glaneurs et la Glaneuse, Deux ans après de Agnès Varda

- Corbeil-Essonnes
  - 1980 : Le Guignolo de Georges Lautner.
  - 2000 : Marie-Line de Mehdi Charef[35],[36].
  - 2007 : La Clef de Guillaume Nicloux[36].
  - 2008 : Agathe Cléry d'Étienne Chatiliez[17].
  - 2019 : Mytho série télévisée de Fabrice Gobert et Anne Berest Saison 1[17].

- Courances
  - 1961 : Le Mariage de Figaro téléfilm de Marcel Bluwal[37],[38].
  - 1962 : Le Masque de fer d'Henri Decoin.
  - 1975 : Que la fête commence... de Bertrand Tavernier[39],[40].
  - 1977 : L'Homme au masque de fer de Mike Newell[40],[41]
  - 2007 :  Molière ou Le comédien malgré lui de Laurent Tirard[42],[40].
  - 2009 : Ce jour-là, tout a changé série télévisée Episode 2 : L'Évasion de Louis XVI d'Arnaud Sélignac[43]
  - 2011 : Manon Lescaut de Gabriel Aghion[44]
  - 2011 : Le Roi, l'Écureuil et la Couleuvre de Laurent Heynemann[40].
  - 2012 : Chinese Zodiac de Jackie chan
  - 2015 : Nicolas Le Floch série télévisée d'Edwin Baily (Le Noyé du Grand Canal - Saison 6 Épisode 12)[45].
  - 2017 : Le Sens de la fête d'Olivier Nakache.
  - 2018 : Le Retour du héros de Laurent Tirard[17].
  - 2019 : Dernier Amour de Benoît Jacquot[17].

- Courson-Monteloup
  - 1999 : L'Ami du jardin de Jean-Louis Bouchaud[17]
  - 2018 : Le Doudou de Julien Hervé et Philippe Mechelen Tournage au domaine de Courson[17]

## D
- Haut – A
- B
- C
- D
- E
- F
- G
- H
- I
- J
- K
- L
- M
- N
- O
- P
- Q
- R
- S
- T
- U
- V
- W
- X
- Y
- Z

- D'Huison-Longueville
  - 1973 : Mais où est donc passée la septième compagnie ? de Robert Lamoureux[46].
  - 2013 : Eyjafjallajökull d'Alexandre Coffre

- Dannemois
  - 2004 : Podium de Yann Moix.
  - 2012 : Cloclo de Florent Emilio Siri[47].

- Dourdan
  - 1957 : Le rouge est mis de Gilles Grangier.
  - 1965 : Yoyo de Pierre Étaix[48],[49].
  - 1968 : La Bande à Bonnot de Philippe Fourastié[50].
  - 1973 : Le Jeune Fabre de Cécile Aubry[49].
  - 1973 : Le Permis de conduire de Jean Girault
  - 1977 : Un juge, un flic de Denys de La Patellière[49].
  - 1991 : La Neige et le Feu de Claude Pinoteau[17].
  - 1993 : Les Visiteurs de Jean-Marie Poiré[51].
  - 1998 : Qui mange qui ? de Dominique Tabuteau
  - 2003 : Je reste ! de Diane Kurys[52].
  - 2003 : Michel Vaillant de Louis-Pascal Couvelaire
  - 2006 : Marie Besnard, l'empoisonneuse de Christian Faure[53].
  - 2009 : Le Petit Nicolas de Laurent Tirard
  - 2017 : Les Nouvelles Aventures de Cendrillon de Lionel Steketee[17]
  - 2022 : L'Homme qui brûle épisode 4 de la saison 4 de la série télévisée Capitaine Marleau de Josée Dayan[54],[55]
  - 2023 : La der des der épisode 7 de la saison 4 de la série télévisée Capitaine Marleau de Josée Dayan[56]

- Draveil
  - 1999 : Marie-Line de Mehdi Charef.
  - 2004 : Les Cordier, juge et flic épisode Faux départ d'Alain Page[57].

## E
- Haut – A
- B
- C
- D
- E
- F
- G
- H
- I
- J
- K
- L
- M
- N
- O
- P
- Q
- R
- S
- T
- U
- V
- W
- X
- Y
- Z

- Étampes
  - 1949 : Au royaume des cieux de Julien Duvivier[58].
  - 1968 : La mariée était en noir de François Truffaut[59],.
  - 1974 à 1983 : Les Brigades du Tigre de Claude Desailly[60],[61].
  - 1975 : Adieu poulet de Pierre Granier-Deferre[62],[61].
  - 1976 : L'Année sainte de Jean Girault[63],[61].
  - 1980 : Arsène Lupin joue et perd d'Alexandre Astruc et Roland Laudenbach[64],[61].
  - 1991 : Léon Morin, prêtre de Pierre Boutron[65],[61].
  - 1993 : L'Instinct de l'ange de Richard Dembo[66].
  - 1994 : Le Parfum d'Yvonne de Patrice Leconte[67],[61].
  - 2008 : Le Gendre idéal d'Arnaud Sélignac[68].
  - 2013 : Demi-sœur de Josiane Balasko.

- Étiolles
  - 1925 : Jack de Robert Saidreau.
  - 1999 : Marie-Line de Mehdi Charef[69].
  - 2003 : Janis et John de Samuel Benchetrit.

- Évry
  - 1991 : La Totale ! de Claude Zidi[70],.
  - 1998 : Denis de Catherine Corsini[71].
  - 2001 : Yamakasi d'Ariel Zeitoun[72].
  - 2003 : Chouchou de Merzak Allouache[73].
  - 2004 : Banlieue 13 de Pierre Morel[74].
  - 2007 : Nos années pension de Raphaëlle Desplechin[75].
  - 2015 : Belles Familles de Jean-Paul Rappeneau

## F
- Haut – A
- B
- C
- D
- E
- F
- G
- H
- I
- J
- K
- L
- M
- N
- O
- P
- Q
- R
- S
- T
- U
- V
- W
- X
- Y
- Z

- Fontenay-le-Vicomte
  - 2005 : J'ai vu tuer Ben Barka de Serge Le Péron[76],[77].

- Forges-les-Bains
  - 1999 : L'Ami du jardin de Jean-Louis Bouchaud[17]

## G
- Haut – A
- B
- C
- D
- E
- F
- G
- H
- I
- J
- K
- L
- M
- N
- O
- P
- Q
- R
- S
- T
- U
- V
- W
- X
- Y
- Z

- Gif-sur-Yvette

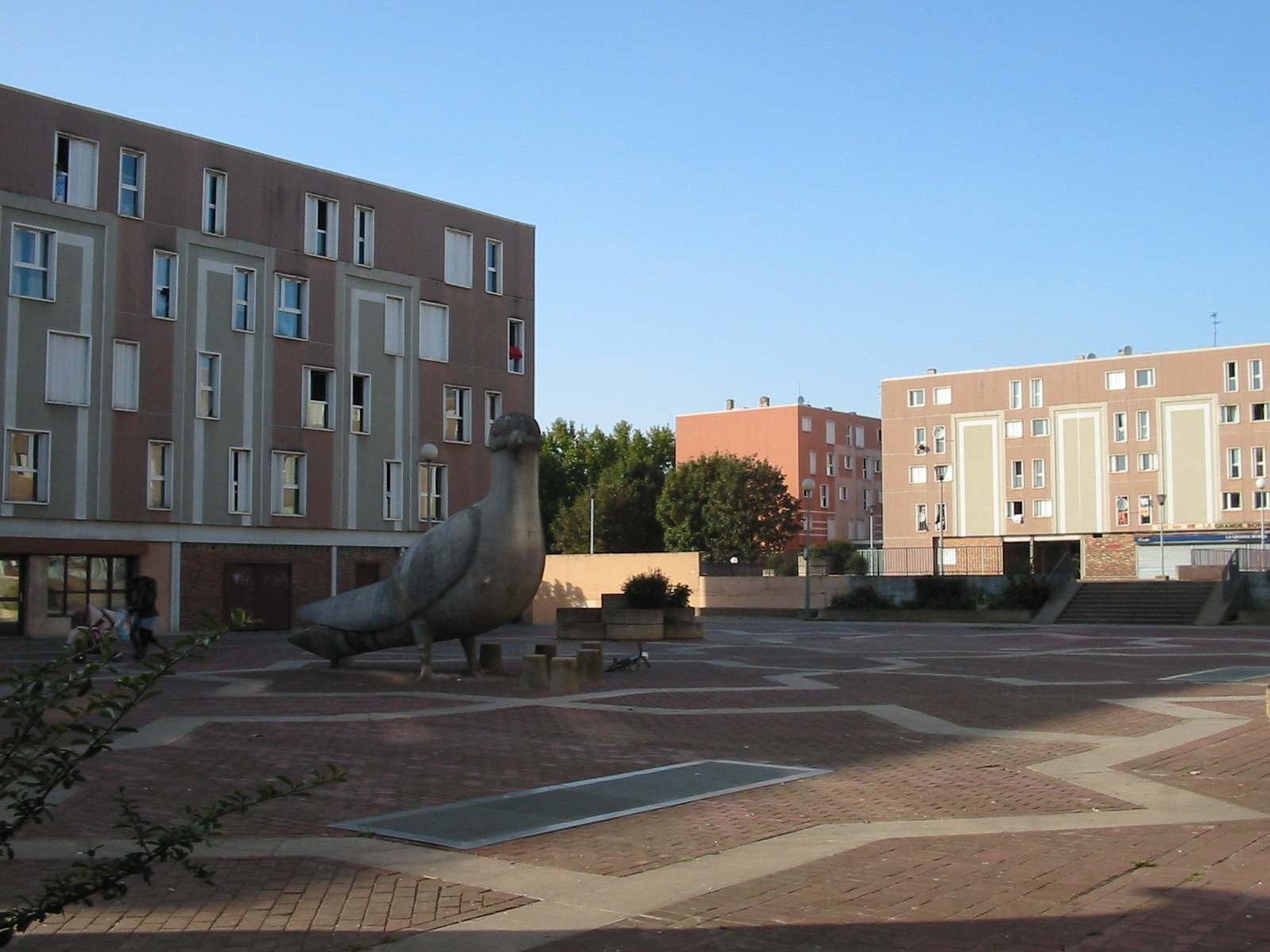
Le grand ensemble de La Grande Borne apparaît dans le film Le père Noël est en prison.

  - 1973 : L'Héritier de Philippe Labro
  - 2004 : Les Rivières pourpres 2 : les Anges de l'Apocalypse d'Olivier Dahan.
  - 1993 : Grossesse nerveuse de Denis Rabaglia[78].

- Gometz-le-Châtel
  - 2006 : Président de Lionel Delplanque[79].

- Grigny
  - 1971 : Le père Noël est en prison de Pierre Gautherin[80].
  - 2010 : Mon pote de Marc Esposito[81].

- Guigneville-sur-Essonne
  - 2006 : Sheitan de Kim Chapiron[82].

## I
- Haut – A
- B
- C
- D
- E
- F
- G
- H
- I
- J
- K
- L
- M
- N
- O
- P
- Q
- R
- S
- T
- U
- V
- W
- X
- Y
- Z

- Igny
  - 1966 : Paris brûle-t-il ? de René Clément[83]
  - 2009 : Mon père dort au grenier de Philippe Bérenger.

## J
- Haut – A
- B
- C
- D
- E
- F
- G
- H
- I
- J
- K
- L
- M
- N
- O
- P
- Q
- R
- S
- T
- U
- V
- W
- X
- Y
- Z

- Janville-sur-Juine
  - 1967 : Les Grandes Vacances de Jean Girault[84],[85] (Château de Gillevoisin).

- Janvry
  - 1966 : Paris brûle-t-il ? de René Clément
  - 2015 : Versailles série télévisée de Jalil Lespert, Cristoph Schrewe, Thomas Vincent et Daniel Roby[86]
  - 2019 : Joséphine, ange gardien série télévisée de Christophe Barraud (épisode "L'esprit d'Halloween")

- Juvisy-sur-Orge
  - 1976 : L'Alpagueur de Philippe Labro[87].

## L
- Haut – A
- B
- C
- D
- E
- F
- G
- H
- I
- J
- K
- L
- M
- N
- O
- P
- Q
- R
- S
- T
- U
- V
- W
- X
- Y
- Z

- La Ferté Alais
  - 1936 : Sept hommes, une femme d'Yves Mirande.
  - 1971 : Quentin Durward feuilleton télévisé de Gilles Grangier[88].
  - 1973 : Mais où est donc passée la septième compagnie ? de Robert Lamoureux[29],[89].
  - 1974 : Les Faucheurs de marguerites de Jean-Louis Lignerat et Jean Vermorel[90].
  - 1974 : Antoine et Sébastien de Jean-Marie Périer[89].
  - 1998 : L'Homme au masque de fer de Randall Wallace[41].
  - 1999 : Astérix et Obélix contre César de Claude Zidi[91]
  - 1985 : Palace d'Édouard Molinaro[89].
  - 2002 : Le Boulet d'Alain Berberian (Studios 4000, aérodrome Jean Baptiste Salis)[89].

- La Norville
  - 2018 : Les Tuche 3 d'Olivier Baroux[17]

- La Ville-du-Bois
  - 1994 : Grosse Fatigue de Michel Blanc.
  - 2004 : Podium de Yann Moix[92].

- Lardy
  - 1998 : Une chance sur deux de Patrice Leconte.
  - 2006 : Quatre étoiles de Christian Vincent[93].

- Le Coudray-Montceaux
  - 1966 : Sale temps pour les mouches de Guy Lefranc.
  - 1997 : Un homme digne de confiance de Philippe Monnier[94].

- Le Plessis-Pâté
  - 2021 : Eiffel de Martin Bourboulon[95]

- Le Val-Saint-Germain
  - 1988 : Le Vent des moissons série télévisée de Jean Sagols
  - 1999 : L'Ami du jardin de Jean-Louis Bouchaud[17]

- Limours
  - 1938 : Le Roman de Werther de Max Ophüls[96]
  - 1966 : Paris brûle-t-il ? de René Clément[83]
  - 1999 : L'Ami du jardin de Jean-Louis Bouchaud[17]

- Linas
  - 1942 : Romance à trois de Roger Richebé.
  - 1966 : Un homme et une femme de Claude Lelouch[97].
  - 1967 : Les Aventuriers de Robert Enrico[97].
  - 1972 : Les Galets d'Étretat de Sergio Gobbi[97].
  - 1996 : Bernie d'Albert Dupontel[97].

- Lisses
  - 1958 : Les Amants de Louis Malle tourné au Domaine de Montauger
  - 2001 : Yamakasi d'Ariel Zeitoun[72].

- Longjumeau
  - 2012 : Les Profs de Pierre-François Martin-Laval[98]

- Longpont-sur-Orge
  - 1996 : Bernie d'Albert Dupontel[99].
  - 1999 : Un pur moment de rock'n roll de Manuel Boursinhac[17].

## M
- Haut – A
- B
- C
- D
- E
- F
- G
- H
- I
- J
- K
- L
- M
- N
- O
- P
- Q
- R
- S
- T
- U
- V
- W
- X
- Y
- Z

- Mennecy

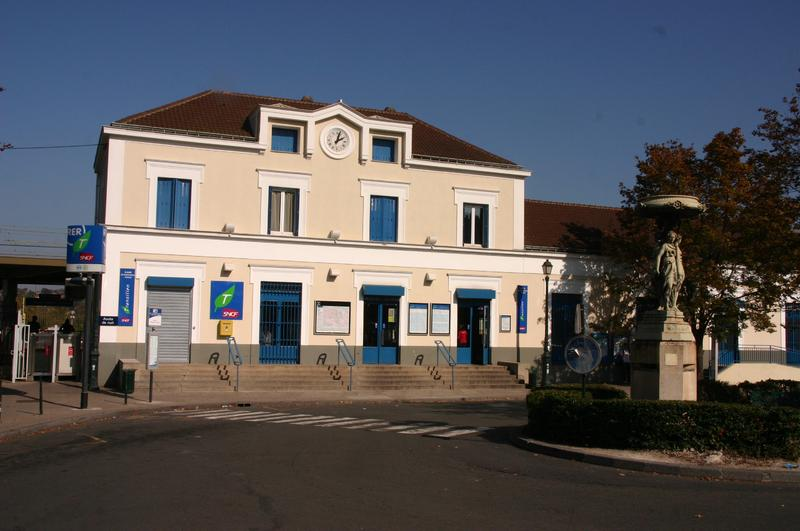
La gare de Montgeron - Crosne apparaît dans une scène du film Je vais bien, ne t'en fais pas.

  - 1964 : Le Journal d'une femme de chambre de Luis Buñuel.
  - 1966 : Deux heures à tuer d'Ivan Govar[100].
  - 1997 : Ma vie en rose d'Alain Berliner[100].
  - 2001 : La Tour Montparnasse infernale de Charles Nemes[100].
  - 2003 : Mais qui a tué Pamela Rose ? d'Éric Lartigau[100].
  - 2006 : Fête de famille de Lorenzo Gabriele[100].
  - 2006 : Un ticket pour l'espace d'Éric Lartigau[100].
  - 2007 : La Clef de Guillaume Nicloux[100].
  - 2012 : Assassinée de Thierry Binisti[100].
  - 2014 : Les Francis de Fabrice Begotti
  - 2018 : Le Grand Bain de Gilles Lellouche
  - 2019 : Marianne de Samuel Bodin

- Milly-la-Forêt
  - 1960 : Les Distractions de Jacques Dupont.
  - 1964 : Le Journal d'une femme de chambre de Luis Buñuel[101],[102].
  - 1975 : Un chant d'amour de Jean Genet[103],[102].

- Montgeron
  - 1923 : L'Affaire du courrier de Lyon de Léon Poirier[104]
  - 2006 : Je vais bien, ne t'en fais pas de Philippe Lioret[105].

- Morangis
  - 1981 : Fifty-Fifty de Pascal Vidal[106].

- Morigny-Champigny
  - 2000 : Le Libertin de Gabriel Aghion,[107].
  - 2007 : Ceux qui restent d'Anne Le Ny[108].

## O
- Haut – A
- B
- C
- D
- E
- F
- G
- H
- I
- J
- K
- L
- M
- N
- O
- P
- Q
- R
- S
- T
- U
- V
- W
- X
- Y
- Z

- Orsay
  - 1991 : Une époque formidable... de Gérard Jugnot[109].
  - 2007 : Tranches de vie de Fabrice Michelin et Francis Côté[110].

- Orveau
  - 2007 : Le Candidat de Niels Arestrup[111].

## P
- Haut – A
- B
- C
- D
- E
- F
- G
- H
- I
- J
- K
- L
- M
- N
- O
- P
- Q
- R
- S
- T
- U
- V
- W
- X
- Y
- Z

- Palaiseau
  - 1982 : Les Misérables de Robert Hossein[112].
  - 1984 : Souvenirs, Souvenirs d'Ariel Zeitoun.
  - 2008 : Paname Follie's de Sophie Blanvillain[113].
  - 2017 : Paris, etc. série télévisée de Zabou Breitman
  - 2015 : Belles Familles de Jean-Paul Rappeneau[17]

- Paray-Vieille-Poste
  - 1966 : Du rififi à Paname de Denys de La Patellière.
  - 1975 : L'Incorrigible, de  Philippe de Broca
  - 2002 : Filles perdues, cheveux gras de Claude Duty[114].

- Pecqueuse
  - 2006 : Président de Lionel Delplanque tournage à la ferme de Grignon.
  - 2023 : Acide de Just Philippot[17].

## R
- Haut – A
- B
- C
- D
- E
- F
- G
- H
- I
- J
- K
- L
- M
- N
- O
- P
- Q
- R
- S
- T
- U
- V
- W
- X
- Y
- Z

- Richarville
  - 2002 : Les Glaneurs et la Glaneuse, Deux ans après de Agnès Varda

- Ris-Orangis
  - 1996 : Pédale douce de Gabriel Aghion[115].

## S
- Haut – A
- B
- C
- D
- E
- F
- G
- H
- I
- J
- K
- L
- M
- N
- O
- P
- Q
- R
- S
- T
- U
- V
- W
- X
- Y
- Z

- Saclay
  - 2018 : Nicky Larson et le Parfum de Cupidon de Philippe Lacheau (Centre CEA de Saclay)

- Saint-Chéron
  - 1988 : Le Vent des moissons série télévisée de Jean Sagols
  - 1998 : Lautrec de Roger Planchon[116].
  - 2011 : La Bonté des femmes téléfilm de Marc Dugain et Yves Angelo

- Saint-Cyr-sous-Dourdan
  - 1976 : La Fessée de Claude Bernard-Aubert[117].
  - 1982 : Que les gros salaires lèvent le doigt ! de Denys Granier-Deferre

- Saint-Germain-lès-Arpajon - Egalement appelés Studios d'Arpajon, rue des Cochets[118].
  - 1988 : Ada dans la jungle de Gérard Zingg[119].
  - 1988 : L'Invité surprise Georges Lautner[119].
  - 1989 : Monsieur Hire de Patrice Leconte[120].
  - 1989 : Romuald et Juliette de Coline Serreau[119].
  - 1989 : Suivez cet avion de Patrice Ambard[121].
  - 1989 : Les Deux Fragonard de Philippe Le Guay[119].
  - 1989 : Zanzibar de Christine Pascal[119].
  - 1990 : Stan the Flasher de Serge Gainsbourg[122].
  - 1990 : La Gloire de mon père d'Yves Robert[119].
  - 1990 : Le Château de ma mère d'Yves Robert[119].
  - 1990 : Cyrano de Bergerac de Jean-Paul Rappeneau[119].
  - 1990 : Maman de Romain Goupil[119].
  - 1990 : Le Mari de la coiffeuse de Patrice Leconte[119].
  - 1991 : La Reine blanche de Jean-Loup Hubert.
  - 1991 : Simple mortel de Pierre Jolivet[119].
  - 1992 : La Fille de l'air de Maroun Bagdadi[119].
  - 1992 : La Voix de Pierre Granier-Deferre[119].
  - 1992 : Le Voyage étranger de Serge Roullet
  - 1992 : La Fille de l'air de Maroun Bagdadi
  - 1992 : Siméon d'Euzhan Palcy[119].
  - 1993 : Smoking / No Smoking d'Alain Resnais[123].
  - 1993 : À l'heure où les grands fauves vont boire de Pierre Jolivet[119].
  - 1993 : Louis, enfant roi de Roger Planchon[119].
  - 1993 : Toxic Affair de Philomène Esposito[119].
  - 1994 : L'Affaire de Sergio Gobbi[119].
  - 1994 : Le Sourire de Claude Miller[119].
  - 1995 : La Cité des enfants perdus de Marc Caro et Jean-Pierre Jeunet[124],[119].
  - 1995 : Fast de Dante Desarthe[119].
  - 1996 : Bernie d'Albert Dupontel[119].
  - 1997 : Assassin(s) de Mathieu Kassovitz[119].
  - 1997 : Bouge ! de Jérôme Cornuau[119].
  - 1997 : Héroïnes de Gérard Krawczyk[119].
  - 1997 : Un amour de sorcière de René Manzor[119].
  - 1997 : Une femme très très très amoureuse d'Ariel Zeitoun[119].
  - 1997 : On connaît la chanson d'Alain Resnais[119].
  - 1998 : L'Homme au masque de fer de Randall Wallace[119].
  - 1998 : Que la lumière soit ! d'Arthur Joffé[119].
  - 1998 : Serial Lover de James Huth[119].
  - 1998 : Une chance sur deux de Patrice Leconte[119].
  - 1999 : Quasimodo d'El Paris de Patrick Timsit[125].
  - 1999 : Astérix et Obélix contre César de Claude Zidi[119].
  - 1999 : Augustin, roi du kung-fu d'Anne Fontaine[119].
  - 1999 : La Fille sur le pont de Patrice Leconte[119].
  - 1999 : Peut-être de Cédric Klapisch[119].
  - 1999 : Pola X de Leos Carax[119].
  - 1999 : Romance de Catherine Breillat[119].
  - 2000 : La Vache et le Président de Philippe Muyl[119].
  - 2000 : La Veuve de Saint-Pierre de Patrice Leconte[119].
  - 2000 : Le Prince du Pacifique d'Alain Corneau[126].
  - 2000 : D'un rêve à l'autre d'Alain Berliner[119].
  - 2000 : Épouse-moi d'Harriet Marin[119].
  - 2000 : L'Extraterrestre de Didier Bourdon[119].
  - 2001 : À ma sœur ! de Catherine Breillat[127].
  - 2001 : Félix et Lola de Patrice Leconte[119].
  - 2001 : Le Petit Poucet d'Olivier Dahan[119].
  - 2001 : Tanguy d'Étienne Chatiliez[119].
  - 2002 : La Vie promise d'Olivier Dahan[119].
  - 2002 : Le Raid de Djamel Bensalah[128].
  - 2002 : 3 zéros de Fabien Onteniente[129].
  - 2002 : Le Boulet d'Alain Berberian et Frédéric Forestier[119].
  - 2002 : Femme fatale de Brian De Palma
  - 2003 : Lovely Rita, sainte patronne des cas désespérés de Stéphane Clavier[119].
  - 2003 : Pas sur la bouche d'Alain Resnais[119].
  - 2004 : Les 11 commandements de François Desagnat et Thomas Sorriaux[130].
  - 2004 : Deux Frères de Jean-Jacques Annaud[131],[119].
  - 2004 : Blueberry, l'expérience secrète de Jan Kounen[119].
  - 2005 : Iznogoud de Patrick Braoudé[132].
  - 2005 : L'Enfer de Danis Tanović[119].
  - 2005 : Imposture de Patrick Bouchitey[119].
  - 2008 : Astérix aux Jeux olympiques de Frédéric Forestier et Thomas Langmann[119].
  - 2009 : Le Dernier Vol de Karim Dridi[133].

- Savigny-sur-Orge
  - 1992 : Julie Lescaut d'Alexis Lecaye.
  - 1997 : Joséphine, ange gardien de Laurent Chouchan[134].
  - 2003 : Diane, femme flic de Marie Guilmineau[134].
  - 2006 : Je vais bien, ne t'en fais pas de Philippe Lioret[105],[134].
  - 2006 : Les Bleus, premiers pas dans la police d'Alain Robillard, Alain Tasma et Stéphane Giusti[135],[134].
  - 2007 : La Clef de Guillaume Nicloux[134].
  - 2009 : Joséphine, ange gardien : épisode Les braves de Jean-Marc Seban[136]

Prochainement
- 2024 : Belle de Benoît Jacquot

- Soisy-sur-École
  - 1964 : Le Journal d'une femme de chambre de Luis Buñuel[137].
  - 2013 : Pas très normales activités de Maurice Barthélemy[17].

- Soisy-sur-Seine
  - 1998 : Denis de Catherine Corsini.

## T
- Haut – A
- B
- C
- D
- E
- F
- G
- H
- I
- J
- K
- L
- M
- N
- O
- P
- Q
- R
- S
- T
- U
- V
- W
- X
- Y
- Z

- Tigery
  - 2010 : Simon Werner a disparu... de Fabrice Gobert[138].

## V
- Haut – A
- B
- C
- D
- E
- F
- G
- H
- I
- J
- K
- L
- M
- N
- O
- P
- Q
- R
- S
- T
- U
- V
- W
- X
- Y
- Z

- Verrières-le-Buisson

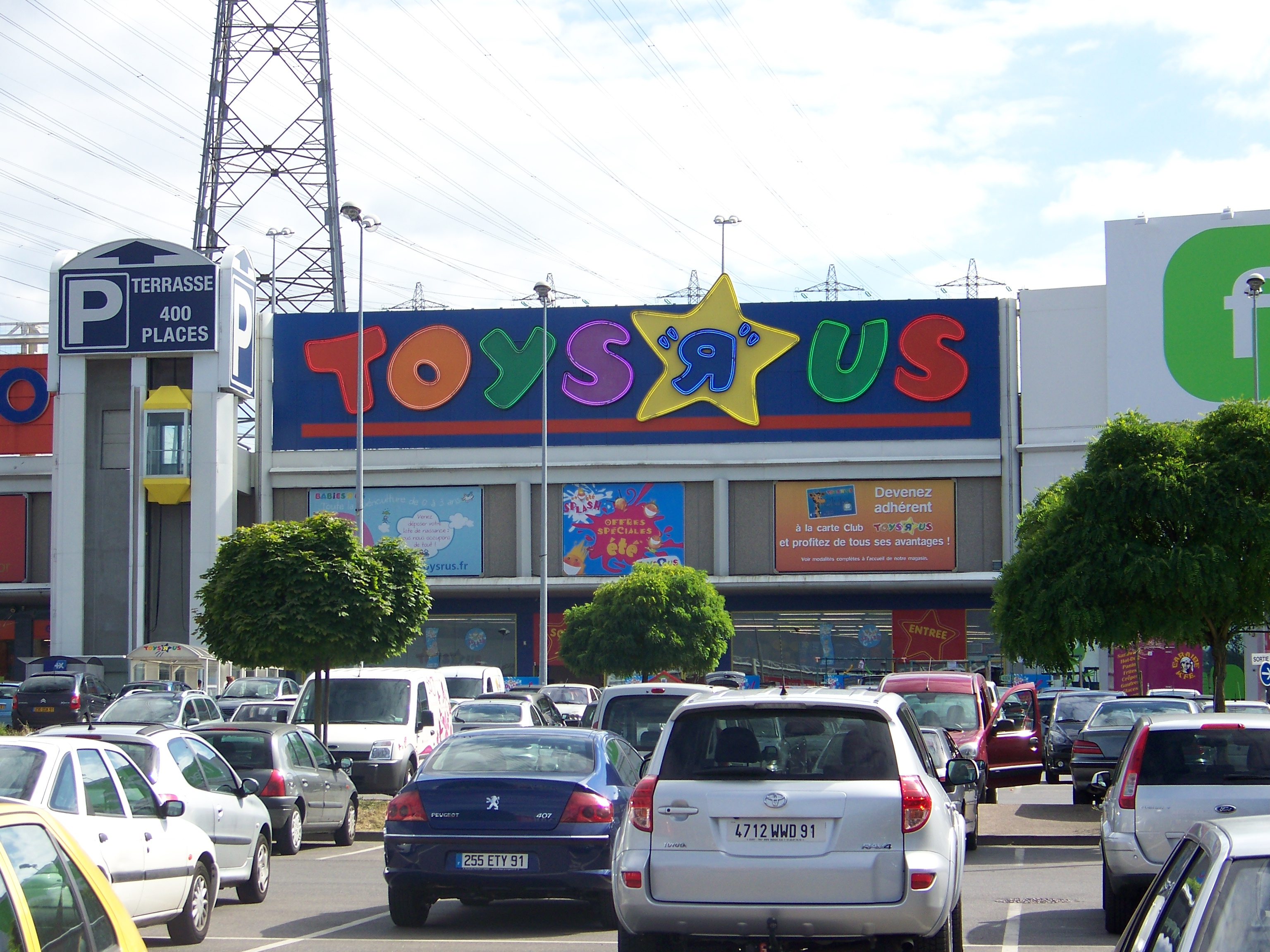
Le centre commercial Villebon 2 apparaît dans une scène du film Podium.

  - 1993 : Highlander de Gregory Widen[139].

- Vigneux-sur-Seine
  - 2003 : Chouchou de Merzak Allouache[140].
  - 2006 : Je vais bien, ne t'en fais pas de Philippe Lioret[105].

- Villabé
  - 1995 : Les Trois Frères de Didier Bourdon et Bernard Campan[141].

- Villebon-sur-Yvette
  - 1943 : Goupi Mains Rouges de Jacques Becker[142].
  - 2004 : Podium de Yann Moix.
  - 2008 : J'ai toujours rêvé d'être un gangster de Samuel Benchetrit[143].

- Villemoisson-sur-Orge
  - 2000 : Le Grand Patron d'Éric Summer[144].

- Villiers-le-Bâcle
  - 1961 : La Proie pour l'ombre d'Alexandre Astruc.
  - 1996 : Ridicule de Patrice Leconte.
  - 2009 : Chéri de Stephen Frears[145]
  - 2012 : Le Guetteur de Michele Placido[146]
  - 2018 : Bécassine ! de Bruno Podalydès[147]

## W
- Haut – A
- B
- C
- D
- E
- F
- G
- H
- I
- J
- K
- L
- M
- N
- O
- P
- Q
- R
- S
- T
- U
- V
- W
- X
- Y
- Z

- Wissous
  - 1981 : Simon et Simon de Phillip DeGuere[source insuffisante][148].
  - 2023 : La der des der épisode 7 de la saison 4 de la série télévisée Capitaine Marleau de Josée Dayan[56]

## Y
- Haut – A
- B
- C
- D
- E
- F
- G
- H
- I
- J
- K
- L
- M
- N
- O
- P
- Q
- R
- S
- T
- U
- V
- W
- X
- Y
- Z

- Yerres
  - 1963 : Le Chevalier de Maison-Rouge de Claude Barma,[149].
  - 2007 : Intrusions d'Emmanuel Bourdieu[150].

## Pour approfondir